# Francisco Proença Garcia
Francisco Miguel Gouveia Pinto Proença Garcia (Almeida, 22 de setembro de 1967) é um militar, professor universitário, investigador e escritor português.
É mestre em relações internacionais, doutor em história, professor convidado do “Instituto de Estudos Políticos” da Universidade Católica Portuguesa e docente no ISCTE - Instituto Universitário de Lisboa.

## Obras
- Análise Global de uma Guerra
- Informações e Segurança  (Estudos em Honra do General Pedro Cardoso) (co-autor).
- Guiné 1963-1974: Os Movimentos Independentistas, o Islão e o Poder Português” (Lisboa, 2000).
- A transformação dos conflitos armados e as forças RMC.
- As Ameaças Transnacionais e a Segurança dos Estados.
- As Guerras do Terceiro Tipo e a Estratégia Militar.
- O Fenómeno Subversivo na Actualidade. Contributos para o seu Estudo.